# ولایهالا اودوگودا
ولایهالا اودوگودا (به لاتین: Welaihala Udugoda) یک منطقهٔ مسکونی در سری‌لانکا است که در استان مرکزی (سری‌لانکا) واقع شده‌است.